# Neodythemis klingi
Neodythemis klingi är en trollsländeart som först beskrevs av Karsch 1890.  Neodythemis klingi ingår i släktet Neodythemis och familjen segeltrollsländor. IUCN kategoriserar arten globalt som livskraftig. Inga underarter finns listade i Catalogue of Life.